# Prosaptia celebica
Prosaptia celebica là một loài dương xỉ trong họ Polypodiaceae. Loài này được Tagawa & K.Iwats. mô tả khoa học đầu tiên năm 1969.
Danh pháp khoa học của loài này chưa được làm sáng tỏ. 